# Joseph P. Wyatt

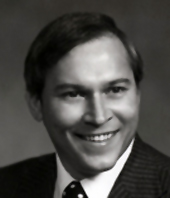
Joseph P. Wyatt

Joseph Peyton Wyatt Jr. (* 12. Oktober 1941 in Victoria, Texas; † 4. April 2022) war  ein US-amerikanischer Politiker. Zwischen 1979 und 1981 vertrat er den Bundesstaat Texas im US-Repräsentantenhaus.

## Werdegang
Joseph Wyatt besuchte die öffentlichen Schulen seiner Heimat und danach bis 1964 das Victoria College. Anschließend studierte er bis 1968 an der University of Texas. Daran schloss sich bis 1970 ein Jurastudium an der University of Houston an. In den Jahren 1966 bis 1970 war Wyatt Mitglied der Reserve des United States Marine Corps. Er arbeitete auch im Stab des Staatssenators und späteren Kongressabgeordneten William Neff Patman sowie des Abgeordneten Clark W. Thompson. Darüber hinaus war er für Präsident Lyndon B. Johnson tätig. Später fungierte er als Revisor der Alkoholkommission des Staates Texas. Zeitweise arbeitete er auch bei einer privaten Firma. Gleichzeitig begann er als Mitglied der Demokratischen Partei eine politische Laufbahn. Von 1971 bis 1979 war er Abgeordneter im Repräsentantenhaus von Texas. Zwischen 1968 und 1978 nahm er als Delegierter an den regionalen Parteitagen der Demokraten in Texas teil; im August 1964 war er Delegierter zur Democratic National Convention in Atlantic City, auf der Präsident Johnson zur Wiederwahl nominiert wurde.
Bei den Kongresswahlen des Jahres 1978 wurde Wyatt im 14. Wahlbezirk von Texas in das US-Repräsentantenhaus in Washington, D.C. gewählt, wo er am 3. Januar 1979 die Nachfolge von John Andrew Young antrat. Da er im Jahr 1980 auf eine weitere Kandidatur verzichtete, konnte er bis zum 3. Januar 1981 nur eine Legislaturperioden im Kongress absolvieren. Nach dem Ende seiner Zeit im US-Repräsentantenhaus arbeitete Joseph Wyatt als Berater für besondere Projekte (Special Projects Consultant). Zuletzt lebte er in Victoria.